# Kabinet-Kishida I
Het kabinet–Kishida I (Japans: 第1次岸田内閣) was de regering van het Keizerrijk Japan van 4 oktober 2021 tot 10 november 2021.

## Kabinet–Kishida I (2021)
| Ambtsbekleder | Ambtsbekleder      | Ambtsbekleder                      | Functie                                                           | Ambtstermijn      | Ambtstermijn     | Partij |
| ------------- | ------------------ | ---------------------------------- | ----------------------------------------------------------------- | ----------------- | ---------------- | ------ |
|               | Fumio Kishida      | Fumio Kishida 岸田文雄 (1957)      | Premier                                                           | 4 oktober 2021    | heden            | LDP    |
|               | Hirokazu Matsuno   | Hirokazu Matsuno 松野博一 (1962)   | Secretaris- generaal                                              | 4 oktober 2021    | heden            | LDP    |
|               | Yasushi Kaneko     | Yasushi Kaneko 金子恭之 (1961)     | Minister van Binnenlandse Zaken en Communicatie                   | 4 oktober 2021    | 10 augustus 2022 | LDP    |
|               | Toshimitsu Motegi  | Toshimitsu Motegi 茂木敏充 (1955)  | Minister van Buitenlandse Zaken                                   | 11 september 2019 | 4 november 2021  | LDP    |
|               | Fumio Kishida      | Fumio Kishida 岸田文雄 (1957)      | Minister van Buitenlandse Zaken                                   | 4 november 2021   | 10 november 2021 | LDP    |
|               | Yoshihisa Furukawa | Yoshihisa Furukawa 古川禎久 (1965) | Minister van Justitie                                             | 4 oktober 2021    | 10 augustus 2022 | LDP    |
|               | Koichi Hagiuda     | Koichi Hagiuda 萩生田光一 (1963)   | Minister van Economische Zaken                                    | 4 oktober 2021    | 10 augustus 2022 | LDP    |
|               | Nobuo Kishi        | Nobuo Kishi 岸信夫 (1959)          | Minister van Defensie                                             | 16 september 2020 | 10 augustus 2022 | LDP    |
|               | Shigeyuki Goto     | Shigeyuki Goto 後藤茂之 (1955)     | Minister van Volksgezondheid, Arbeid en Welzijn                   | 4 oktober 2021    | 10 augustus 2022 | LDP    |
|               | Shinsuke Suematsu  | Shinsuke Suematsu 末松信介 (1955)  | Minister van Onderwijs, Cultuur, Sport, Wetenschap en Technologie | 4 oktober 2021    | 10 augustus 2022 | LDP    |
|               | Tetsuo Saito       | Tetsuo Saito 斉藤鉄夫 (1952)       | Minister van Infrastructuur, Transport en Toerisme                | 4 oktober 2021    | heden            | NKP    |
|               | Genjiro Kaneko     | Genjiro Kaneko 金子原二郎 (1944)   | Minister van Landbouw, Bosbouw en Visserij                        | 4 oktober 2021    | 10 augustus 2022 | LDP    |
|               | Tsuyoshi Yamaguchi | Tsuyoshi Yamaguchi 山口壯 (1954)   | Minister van Milieu                                               | 4 oktober 2021    | 10 augustus 2022 | LDP    |